# كوتناري
كوتناري هي قرية تقع في إقليم ياش في رومانيا وبلغ عدد سكانها 7,907 في عام 2007م.